# 21 міст
«21 міст» (англ. 21 Bridges) — американський гостросюжетний бойовик 2019 року режисера Браяна Кірка. Чадвік Боузман виконав роль детектива Департаменту поліції Нью-Йорка, який перекрив 21 міст Мангеттена, щоб знайти двох підозрюваних у вбивстві поліцейських (Стівен Джеймс і Тейлор Кітч). У фільмі знімались Сієна Міллер, Кіт Девід і Дж. К. Сіммонс. Брати Джо та Ентоні Руссо були залучені як продюсери.
Фільм вийшов у США 22 листопада 2019 року завдяки STXfilms, в Україні — 28 листопада завдяки дистриб'ютору Kinomania Film Distribution. Він отримав неоднозначні відгуки критиків. Світові касові збори склали 15 мільйонів доларів проти виробничого бюджету в 33 мільйони доларів.

## Сюжет
Дрібні злочинці та колишні ветерани війни Майкл Трухільо та Рей Джексон отримають замовлення пограбувати винний магазин та викрасти 30 кілограмів кокаїну, який там зберігали. Під час пограбування з'ясовується, що в магазині було 300 кілограмів кокаїну, до того ж випадково з'являються кілька офіцерів поліції. Відбувається перестрілка: офіцери гинуть. Майкл влаштовує прочуханку Рею через смерть поліцейських.
Справу доручають детективу Андре Девісу. Девіс здобув репутацію мисливиця та вбивці «вбивць поліцейських». Його партнером призначають детектива наркоконтролю Френкі Бернс. Між ними та агентами ФБР Бутчко та Дуганом виникає конфлікт через розслідування справи. Насилу Девіс отримує дозвіл на перекриття мостів, які сполучають Мангеттен, до п'ятої ранку, щоб спіймати злочинців.
Рей і Майкл примушують Буша переконати їхнього помічника заплатити більше, щоб отримати нові імена. Вони отримують документи та наступного ранку вони мають поїхати до Маямі. Девіс і Бернс дізнаються місцеперебування Рея, Майкла та Буша. Буша застрілюють Бутчко та Дуган. Лейтенант Келлі швидко знаходить квартиру Еді, що викликає підозри у Девіса. Еді смертельно ранять поліцейські, але він встигає дати Майклу дві флешки перед його втечею з Реєм.
Девісу та Бернс вдається наздогнати Майкла та Рея; після випадкового вбивства цивільного, Девіс смертельно ранить Рея. Тримаючи Бернс під прицілом, Майкл розповідає Девісу про свої підозри. Бернс карає Девіса через втечу Майкла. Майклу вдається сховатися в готельному номері, він розблоковує флешку та розуміє, що район Мак-Кенни був причетним до торгівлі наркотиками з виноробного заводу. Девіс переконує Майкла здатися, пообіцявши не вбивати його, але в нього вистрілює Бернс. Девіс усвідомлює, що Бернс зв'язалася з Келлі ще до того, як у квартирі Еді було здійснено рейд.
Наступного ранку Мак-Кенна приїжджає додому, щоб знайти Девіса, який тримає його під прицілом пістолета. Мак-Кенна пояснює, що офіцери боролися за виживання через мізерну зарплату, це змусило їх піти в наркобізнес. Бутчко, Дуган і Келлі відкрили вогонь у Девіса. Девіс вбиває всіх. Бернс з'являється ззаду і тримає Девіса під прицілом. Йому вдається переконати її здатися, бо в Інтернет просочилася інформація.
Після цього Девіс урочисто їде на одному з мостів Нью-Йорка під час заходу сонця.

## У ролях
| Актор              | Роль                           |
| ------------------ | ------------------------------ |
| Чедвік Боузман     | Андре Девіс                    |
| Сієна Міллер       | Френкі Бернс                   |
| Джонатан Сіммонс   | капітан Мак-Кенна              |
| Стефан Джеймс      | Майкл Трухільо                 |
| Тейлор Кітч        | Рей Джексон                    |
| Кіт Девід          | заступник Спенсер              |
| Александр Сіддіг   | Еді                            |
| Луїс Канселмі      | Буш                            |
| Вікторія Картагена | Йоланда                        |
| Гері Карр          | Гоук                           |
| Марокко Омарі      | заступник міського голови Мотт |
| Дейл Павінський    | Том Чивер                      |
| Адріан Ленокс      | Вонетта Девіс                  |
| Джеймі Ньюман      | Лі                             |

## Виробництво
11 липня 2018 року було оголошено, що Чедвік Боузман зіграє у фільмі режисера Браяна Кірка, який на той час мав назву «17 мостів». У вересні ролі отримали Джонатан Сіммонс, Сієна Міллер і Тейлор Кітч.
Знімання розпочали 24 вересня, виробництво відбувалося між Нью-Йорком і Філадельфією. У жовтні до акторського складу приєдналися Кіт Девід, Марокко Омарі, Тобі Хемінгуей, Стефан Джеймс і Джеймі Ньюманн.
Генрі Джекмен й Алекс Белчер написали музику до фільму. Саундтрек випустила компанія Sony Classical Records.

## Випуск
Планувалося, що фільм вийде 12 липня, але дату було перенесено на 27 вересня 2019 року. У США та Канаді прокат розпочався 22 листопада 2019 року.

## Сприйняття

### Касові збори
Фільм зібрав 11,5 мільйонів доларів у США та Канаді та 2,7 мільйона доларів на інших територіях, усього у світі — 14,3 мільйона доларів, проти виробничого бюджету в 33 мільйони доларів.
У США та Канаді фільм вийшов разом із стрічками «Прекрасний день по сусідству» та «Крижане серце 2» і, за прогнозами, мав отримати $ 10-12 млн з 3000 кінотеатрів за перші вихідні. У перший день фільм заробив 3,3 мільйона доларів, зокрема 770 000 доларів за попередній перегляд у четвер.

### Критика
На Rotten Tomatoes рейтинг стрічки становить 46 % на основі 81 відгуку, із середнім рейтингом 5,3 / 10. У консенсусі сайту зазначено: «„21 міст“ розкриває тему зі знанням справи, але, враховуючи його дивовижний акторський склад, цей поліцейський трилер повинен бути захопливішим, ніж він є». На Metacritic середньозважена оцінка — 50 зі 100 на основі 30 відгуків критиків, що означає «змішані чи середні відгуки». Глядачі, опитані CinemaScore, дали фільму середній бал «B +» за шкалою від A до F, тоді як користувачі PostTrak оцінили його в середньому в 4 з 5 зірок, 57 % зазначили, що вони його точно рекомендують.